# خاچاطور کارچیکیان
خاچاطور هوهانسی کارچیکیان (ارمنی: Խաչատուր Հովհաննեսի Կարճիկյան؛ ۱۸۸۲ – ۱۹۱۸) سیاست‌مدار اهل ارمنستان که در اولین جمهوری ارمنستان در ابتدا از تاریخ ۱۹۱۸ تا تاریخ ۱۹۱۸ وزارت تأمین اجتماعی و سپس از تاریخ ۱۹۱۸ تا تاریخ ۱۹۱۸ سمت وزیر دارایی اولین جمهوری ارمنستان را برعهده داشت.

## زندگی‌نامه
وی در ۱۸۸۲ در واغارشاپات به دنیا آمد و در ۱۴ نوامبر ۱۹۱۸ در سن ۳۶ سالگی در ایروان به ضرب گلوله کشته شد.